# Tukotuko nieznany
Tukotuko nieznany, tukotuko sławny (Ctenomys coludo) – gatunek gryzonia z rodziny tukotukowatych (Ctenomyidae). Występuje w Ameryce Południowej, gdzie odgrywa ważną rolę ekologiczną. Siedliska tukotuko nieznanego położone są na terenach argentyńskiej prowincji Catamarca na wysokości około 1000 m n.p.m.